# Braniștea, Dâmbovița
Branistea là một xã thuộc hạt Dâmbovița, România. Dân số thời điểm năm 2002 là 4484 người.